# Chimarra ridleyi
Chimarra ridleyi är en nattsländeart som beskrevs av Donald G. Denning 1941. Chimarra ridleyi ingår i släktet Chimarra och familjen stengömmenattsländor. Inga underarter finns listade i Catalogue of Life.